# A-4AR Fightinghawk
Lockheed Martin A-4AR Fightinghawk là một loại máy bay được phát triển, nâng cấp chủ yếu từ loại máy bay tấn công A-4M Skyhawk, A-4AR được sử dụng trong Không quân Argentina.

## Bối cảnh
Cuộc Chiến tranh Falklands năm 1982 (tiếng Tây Ban Nha: Guerra de las Malvinas) đã gây ra cho Không quân Argentina những thiệt hại to lớn, họ đã mất 60 máy bay các loại. Do thiệt hại trong tình hình kinh tế và bất ổn trong chính trị, không quân đã bị từ chối những thiết bị cần để thay thế sau những tổn thất trong chiến tranh.
Hơn nữa, Vương quốc Anh đã cấm vận quân sự đối với Argentina sau chiến tranh. Những máy bay chiến đấu duy nhất mà không quân Argentina có thể sử dụng được là 10 chiếc Mirage 5P, được chuyển giao từ Không quân Peru;19 chiếc Mirage IIICJ từ Israel, đã hoạt động từ Cuộc chiến sáu ngày;và 2 chiếc huấn luyện Mirage IIIB từ Không quân Pháp.
Vào năm 1989, Carlos Menem được bầu làm Tổng thống Argentina và nhanh chóng thiết lập một chính sách ngoại giao thân Hoa Kỳ. Mặc dù tình trạng kinh tế có phát triển, nhưng những khoản ngân sách để mua máy bay mới như Mirage 2000 vẫn không được cung cấp. Không quân đã thực hiện một vài nỗ lực để mua số máy bay dư thừa của Israel như IAI Kfir và từ Hoa Kỳ như A-7 Corsair II hoặc F-16A Fighting Falcon. 
Vào năm 1994, Hoa Kỳ đã đưa ra một đơn chào hàng hiện đại hóa 36 máy bay A-4M Skyhawk cũ của Thủy quân Lục chiến Hoa Kỳ trong một thỏa thuận với Argentina trị giá 282 triệu USD, thỏa thuận này được thực hiện bởi Lockheed Martin và công ty tư nhân Fabrica Militar de Aviones (tiếng Anh: Nhà máy máy bay quân sự - Military Aircraft Factory, ngày nay là, Lockheed Martin Aircraft Argentina SA). 

## Sản xuất
Những kỹ thuật viên của không quân Argentina đã chọn những khung máy bay từ 32 chiếc A-4M và 4 chiếc TA-4F từ Trung tâm phục hồi và giữ gìn thiết bị không gian vũ trụ để nâng cấp. Những kế hoạch nâng cấp bao gồm:
- Đại tu toàn bộ khung máy bay, dây dẫn và động cơ Pratt & Whitney J52P-408A
- Lắp đặt ghế phóng của Douglas Escapac 1-G3
- Mũ HGU-55/P cho phi công
- Honeywell Normal Air-Garrett OBOGS (hệ thống tạo oxy trên máy bay)
- Radar Westinghouse/Northrop Grumman AN/APG-66V2 (ARG-1)
- Hệ thống HOTAS và một buồng lái "kính" (3 màn hình CRT lớn)
- Hệ thống điện tử Sextant Avionique/Thales Avionics SHUD
- Hệ thống dẫn đường quán tính Litton/Northrop Grumman LN-100G
- Đường dẫn dữ liệu MIL-STD-1553B
- Hai máy tính phi vụ General Dynamics Information Systems AN/AYK-14
- Radar cảnh báo Northrop Grumman AN/ALR-93 (V)1
- Radar gây nhiễu AN/ALQ-126B
- Pháo sáng/kim loại gây nhiễu ALR-39
- Hệ thống nhận dạng bạn hay thù AN/APX-72

Theo như hợp đồng quy định, 18 khung máy bay sẽ được tân trang lại tại Lockheed-Martin Plant ở Palmdale, California và số còn lại ở Córdoba, Argentina.
Có ít nhất mười khung máy bay TA-4J và A-4F được dùng làm nguồn cung cấp phụ tùng thay thế, tám động cơ bổ sung, và một thiết bị mô phỏng A-4AR dùng trong huấn luyện được giao hàng.

## Phục vụ
Những chiếc A-4AR Fightinghawk, được mang số từ C-901 đến C-936, chúng được nhìn thấy lần đầu ở Argentina vào 18 tháng 12 năm 1997 và chiếc A-4AR "Argentine" bay biểu diễn vào ngày 3 tháng 8 năm 1998 tại Cordoba. Chiếc cuối cùng số 936, đã được chuyển giao cho Argentina vào tháng 3 năm 1999. 2 chiếc (một chiếc một chỗ và một chiếc 2 chỗ) còn ở lại Hoa Kỳ để xác nhận vũ khí, sau đó cũng được chuyển giao.
Tất cả những chiếc A-4AR đã được chuyển cho Lữ đoàn không quân số 5 (V Brigada Aérea) tại Villa Reynolds, tỉnh San Luis, chúng sẽ thay thế 2 phi đội A-4B/C đã cũ. Chúng nhanh chóng được triển khai xung quanh đất nước từ Rio Gallegos ở phía Nam đến Resistencia ở phía Bắc, nơi chúng sẽ được sử dụng để ngăn chặn những máy bay buôn lậu và vận chuyển ma túy.
Trong tháng 9 năm 1998, chỉ vài tháng sau khi những chiếc A-4AR được triển khai và một lần nữa vào tháng 4 năm 2001, những chiếc F-16 của Mỹ đã đến Villa Reynolds để thực hiện tập trận chung mang tên Southern Falcon, ở Argentian nó có tên Aguila (tiếng Tây Ban Nha: Eagle). Vào năm 2004, những chiếc A-4AR đã tập trận chung với những chiếc F-5 và Mirage của Không quân Brasil, những chiếc F-16 của Không quân Venezuela và những chiếc Mirage 2000 của Không quân Pháp, cuộc tập trận mang tên Cruzex.
Trong tháng 11 năm 2005, A-4AR được triển khai đến căn cứ Tandil để tạo một vùng cấm bay bảo vệ Hội nghị thượng đỉnh châu Mỹ tại Mar del Plata và sau đó tham gia cuộc tập trận với Mirage Elkan của Không quân Chile, AMX của Brasil và A-37 của Không quân Uruguay tại Mendoza;cuộc tập trận mang tên Ceibo.
Tháng 7 năm 2006, chúng tiếp tục được triển khai đến tỉnh Cordoba để bảo vệ hội nghị thường đỉnh Mercosur lần thứ 30, trong khi vào tháng 8 và tháng 9 chúng đã tới phía Bắc tới Brasil lần nữa để tập trận chung mang tên Cruzex III với Brasil, Chile, Pháp, Peru, Uruguay và Venezuela.

## Tai nạn
Vào tháng 1 năm 2007, sau gần 10 năm hoạt động, 2 chiếc A-4AR đã bị mất:
- Ngày 6 tháng 7 năm 2005: gần Justo Daract, tỉnh San Luis, phi công là trung úy Horacio Martín Flores 29 tuổi thiệt mạng.
- Ngày 24 tháng 8 năm 2005: gần Río Cuarto, Cordoba, phi công an toàn.

## Quốc gia sử dụng
Argentina
- Không quân Argentina

## Thông số kỹ thuật (A-4AR Fightinghawk)

### Đặc điểm riêng
- Phi đoàn: 1 (2 trên OA-4AR)
- Chiều dài: 40 ft 3 in (12.30 m)
- Sải cánh: 27 ft 6 in (8.38 m)
- Chiều cao: 14 ft 11 in (4.57 m)
- Diện tích cánh: 259 ft² (24.15 m²)
- Trọng lượng rỗng: 4.900 kg (10.803 lbs)
- Trọng lượng cất cánh: 11.000 kg (24.251 lbs)
- Trọng lượng cất cánh tối đa: 24.500 lb (11.136 kg)
- Động cơ: 1× Pratt & Whitney J52P-408A, 5.100 Kg

### Hiệu suất bay
- Vận tốc cực đại: 1080 km/h (671 mph)
- Tầm bay: 1.700 nm (2.000 mi, 3.220 km)
- Trần bay: 42.250 ft (12.880 m)
- Vận tốc lên cao: 8.440 ft/min (43 m/s)
- Lực nâng của cánh: 70,7 lb/ft² (344.4 kg/m²)
- Lực đẩy/trọng lượng: 0,51

### Vũ khí
- Súng: 2× pháo Colt Mk 12 20 mm, 100 viên mỗi khẩu
- Bom: 9.900 lb (4.490 kg) trêm 5 giá treo bên ngoài
- Tên lửa: 2× AIM-9M Sidewinder

## Nội dung liên quan

### Máy bay có cùng sự phát triển
- A-4 Skyhawk

### Máy bay có tính năng tương đương
- A-7 Corsair II
- AV-8 Harrier II

### Danh sách tiếp theo
- A-1 - A-2 - A-3 - A-4 - A-5 - A-6 - A-7